# Gyurkovicsarna
Gyurkovicsarna è un film del 1920, diretto da John W. Brunius, con Gösta Ekman. 

## Trama
I gemelli Géza e Bandi, i maggiori dei 12 figli del possidente Gyurkovics, superano, con risultati disparati, l’esame di maturità, e il vanesio Géza intraprende la carriera militare, negli ussari dell’esercito magiaro. Qui, ad ogni contrattempo vero o presunto, che gli si presenta, egli minaccia sempre di spararsi un colpo in testa, senza mai intenderlo veramente.
Una sera in cui viene sorpreso dal colonnello Brenóczy a imbrattare irrispettosamente lo stemma asburgico dell’aquila bicipite, disegnando una pipa in uno dei becchi del volatile, Géza viene inseguito e trova rifugio nella camera della graziosa Jutka, figlia del colonnello. I due giovani finiscono coll’innamorarsi, e Géza chiede la mano della ragazza al perplesso colonnello.
Nel frattempo nella famiglia di Géza si viene a conoscenza dei suoi progetti matrimoniali, ed il fratello Bandi viene mandato presso la famiglia del colonnello nel tentativo di evitare il matrimonio, per il quale si ritiene che Géza non sia tagliato, e all’occorrenza Bandi non esita a riferire delle malignità, puramente inventate, sul fratello. Come risultato Jutka e Bendi si fidanzano, nonostante la visione della ragazza, che si immagina Géza spararsi un colpo in testa.
Géza, peraltro, è stato irretito dalla moglie del generale Hetvics-Janky, che è disposta a qualsiasi cosa pur di liberarsi del marito. I due fuggono in treno, ma vengono intercettati dal figlio del generale, il capitano Hetvics-Janky. Per trarsi d’impaccio, Géza manda un telegramma al generale in cui spiega che, avendo visto la signora in stato confusionale ha creduto bene, per la sua salute, di non lasciarla sola. Il generale crede a questa versione dei fatti, e, recatosi con un mazzo di fiori ad accogliere la moglie al treno, ringrazia Géza e lo promuove a tenente.
Al matrimonio di Bandi e Jutka, Géza, riflettendo fra sé e sé, conclude che, piuttosto di sposarsi egli stesso, si sparerebbe un colpo.